# ورزشگاه کی‌کوم
ورزشگاه کی‌کوم (انگلیسی: KCOM Stadium) یک ورزشگاه فوتبال در شهر کینگستون آپون هال، انگلستان است.
این ورزشگاه به نام کی‌سی نیز شناخته می‌شود در سال ۲۰۰۲ تأسیس شده، ۲۵٬۴۰۰ نفر ظرفیت دارد و ورزشگاه خانگی باشگاه فوتبال هال سیتی محسوب می‌شود.

## نگارخانه

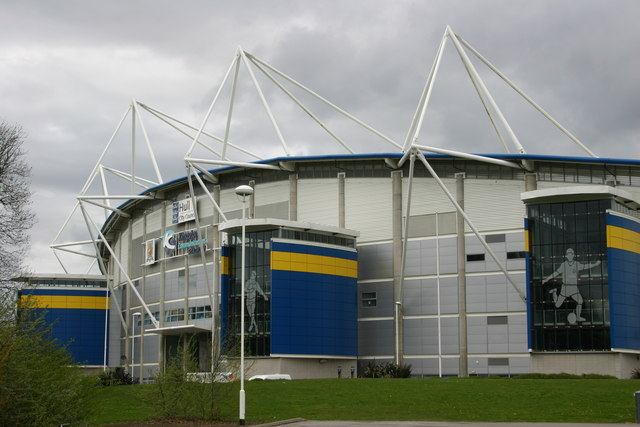
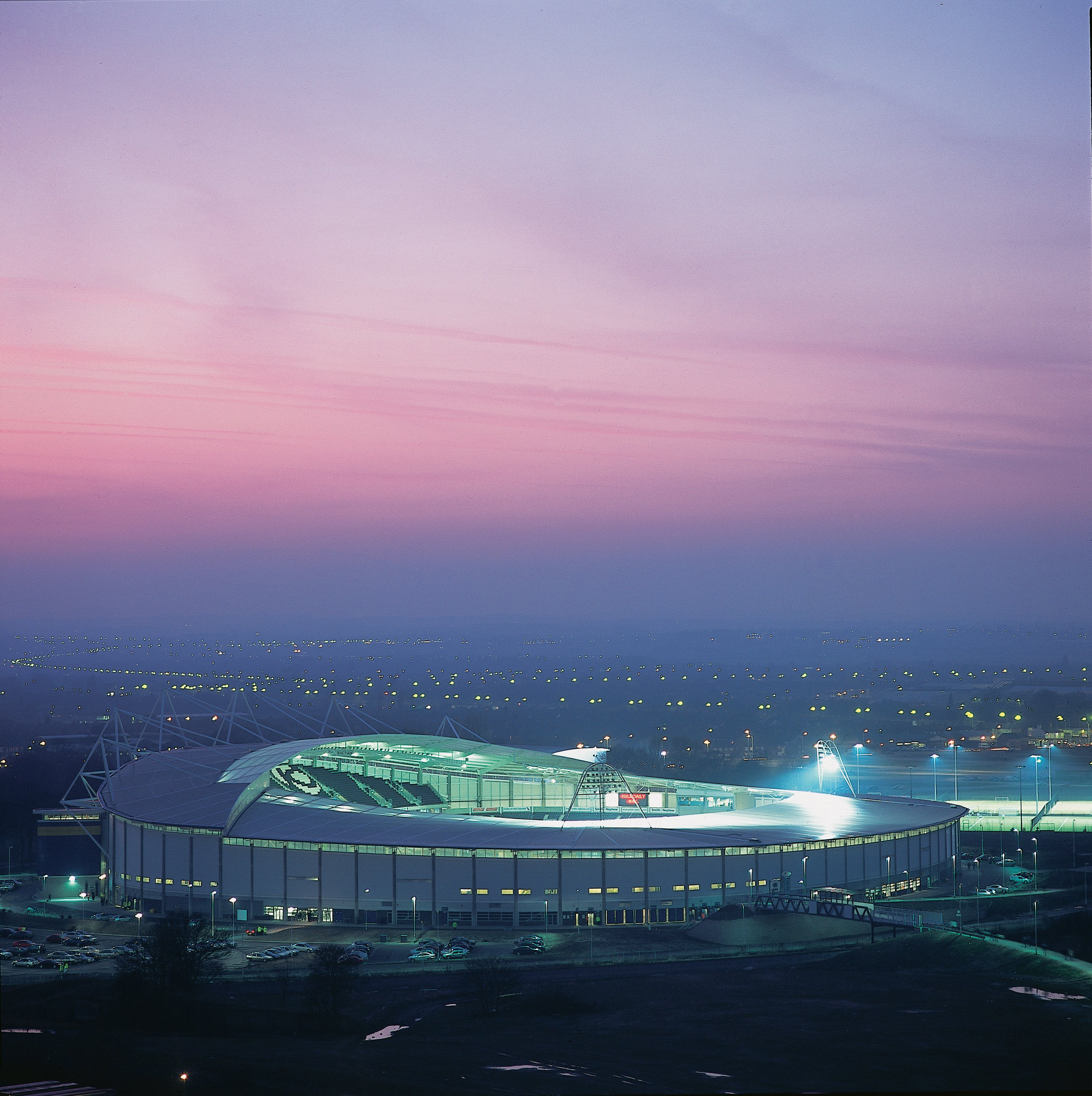
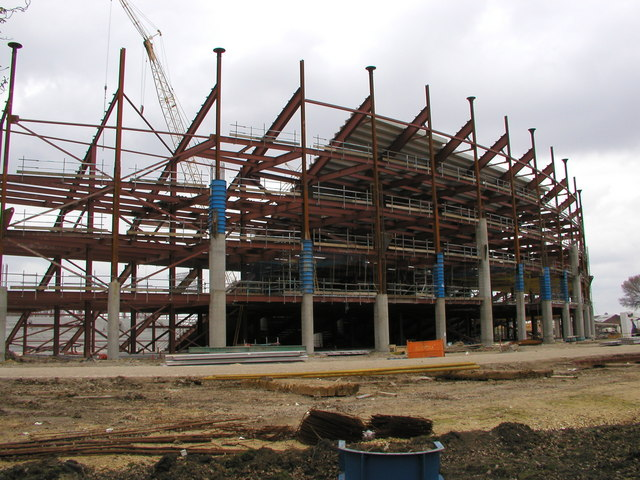